# Міссісіпська компанія
Міссісіпська компанія (від фр. Compagnie du Mississippi, також Західна компанія) — торгова корпорація, що працювала у французьких колоніях у Північній Америці та Вест-Індії.
Заснована в 1684, з 1717 називалася «Західною компанією» (фр. Compagnie d'Occident), з 1719 - "Компанія Індій" (фр. Compagnie des Indes). Мала монополію на торгівлю та видобуток корисних копалин. Коли освоєння земель і спекуляція в Америці стали відірваними від економічної реальності, ця компанія стала одним із ранніх прикладів економічної бульбашки.

## Історія
У травні 1716 Джон Ло заснував у Франції Banque Générale Privée, який розвивав використання паперових грошей; це був приватний банк.
У серпні 1717 Ло купив Міссісіпську компанію, щоб допомогти французькій колонії у Французькій Луїзіані. У тому року він перетворив їх у акціонерну торгову компанію під назвою Compagnie d'Occident (Company of the West). Сам став директором цієї компанії, якій з боку французького уряду було надано торговельну монополію у Вест-Індії та Північній Америці.
У 1718 банк став називатися Banque Royale, гарантом якого був Людовік XV. Міссісіпська компанія поглинула Compagnie des Indes Orientales та Compagnie de Chine, а також інші конкуруючі компанії, а банк продовжив випускати нічим не забезпечені банкноти.

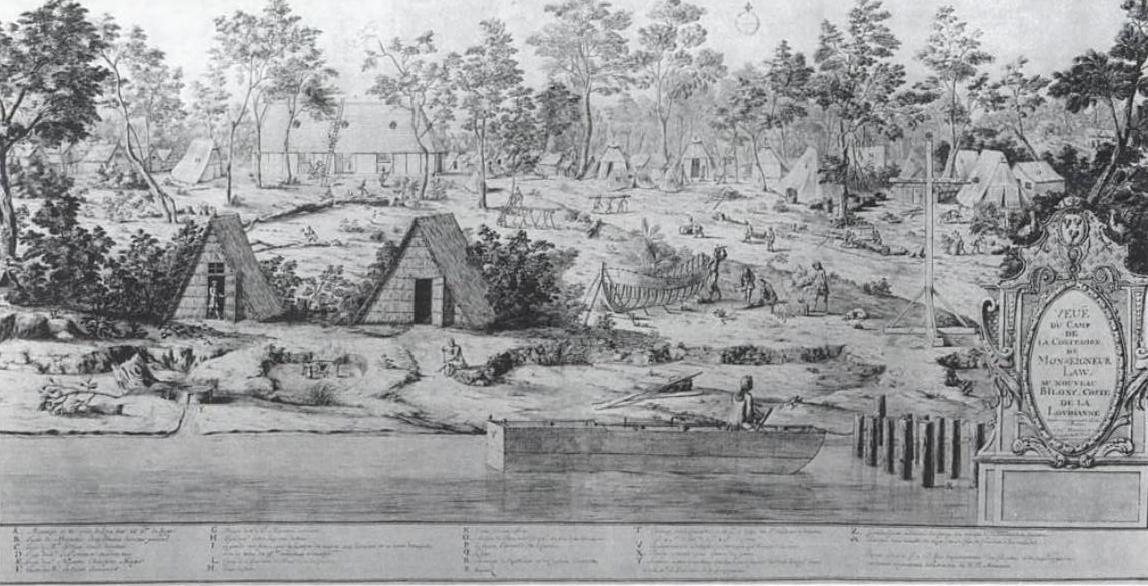
Табір Джона Ло в Білоксі, Міссісіпі

У 1718 у Французькій Луїзіані проживало лише 700 європейців. Міссісіпська компанія організувала кораблі для переміщення з Європи ще близько 800 осіб, які висадилися в Луїзіані цього ж року, подвоївши її європейське населення. Джон Ло запрошував до Америки німців і швейцарців, які тоді потрапили під французьке правління. Цікаво, що з Парижа Джон Ло привозив ув'язнених, за умови, що вони одружуються з повіями і з ними приїдуть до Америки. Таким чином у 1719-1720 до Луїзіани приїхало дві партії ув'язнених, але в травні 1720 французький уряд заборонив такі депортації. Незважаючи на це, в 1721 прибула остання, третя партія ув'язнених.
Компанія займалася спекуляціями своїми акціями. Популярність її акцій була така, що виникла потреба у великій кількості паперових банкнот, якими інвесторам виплачували дивіденди. Банк Banque Royale, що випускає банкноти, процвітав, поки французький уряд не визнав, що кількість паперових грошей, ним випущених, не забезпечувалася золотом та сріблом, що є у банку.
Бульбашка лопнула наприкінці 1720, Ло втік із Франції до Брюсселя, потім перебрався до Венеції, де й помер.
Діяльність Міссісіпської компанії закінчилася в 1721.